# Damian Bartyla
Damian Bartyla (ur. 3 kwietnia 1973 w Bytomiu) – polski działacz piłkarski i samorządowiec, w latach 2012–2018 prezydent Bytomia.

## Życiorys
Ukończył studia prawnicze na Uniwersytecie Śląskim. W latach 2002–2010 pracował jako prawnik w urzędzie miasta, następnie został menedżerem w prywatnym przedsiębiorstwie. W 2002 został wiceprezesem klubu piłkarskiego Polonia Bytom, a dwa lata później objął stanowisko prezesa tego klubu. W okresie jego prezesury klub ten m.in. awansował z III ligi do ekstraklasy.
W wyborach w 2010 bez powodzenia ubiegał się o prezydenturę Bytomia, przegrywając w drugiej turze z Piotrem Kojem, uzyskując w tych samych wyborach mandat radnego miasta. Po odwołaniu urzędującego prezydenta w wyniku referendum ponownie wystartował na to stanowisko. W drugiej turze wyborów uzupełniających wygrał z tymczasowo pełniącą funkcję prezydenta miasta Haliną Biedą, otrzymując poparcie blisko 72% głosujących (przy frekwencji około 22,5%).
W październiku 2013 prokurator Prokuratury Apelacyjnej we Wrocławiu skierował do Sądu Rejonowego w Nowym Mieście Lubawskim akt oskarżenia m.in. przeciwko Damianowi Bartyli, zarzucając mu udzielenie obietnicy korzyści majątkowej sędziemu piłkarskiemu i wręczenie tej korzyści w kwocie 1500 zł w zamian za nieuczciwe zachowania podczas rozegranego w 2005 meczu Polonia Bytom z Polarem Wrocław. W marcu 2021 roku Sąd Okręgowy w Poznaniu uznał Bartylę winnym wręczenia łapówki i skazał prawomocnym wyrokiem na 8 miesięcy prac społecznych.
W 2014 Damian Bartyla z powodzeniem ubiegał się o prezydencką reelekcję, wygrywając w pierwszej turze głosowania. W 2018 kandydował na kolejną kadencję, jednak w drugiej turze głosowania przegrał ze swoim kontrkandydatem Mariuszem Wołoszem, zdobywając poparcie 46% głosujących.
W 2010 otrzymał Brązowy Krzyż Zasługi. W 2017 roku został odznaczony Brązową Odznaką „Za zasługi w pracy penitencjarnej”.